# Райнер Вайс
Райнер Вайс (29 вересня 1932 , Берлін ) — американський фізик, німецького походження, лауреат Нобелівської премії з фізики в 2017 році.

## Біографія
Райнер Вайс народився в Берліні 1932 року в сім'ї лікаря-психоаналітика і в тому ж році вся родина переїхала до Праги. У 1938 році, через єврейське походження батька, напередодні окупації нацистами Чехословаччини знову сім'я змушена була втікати до США (куди вони прибули в січні 1939 року).
Вайс ходив до школи в Нью-Йорку, а потім навчався в Массачусетському технологічному інституті (МТІ), який закінчив у 1955 році та отримав ступінь бакалавра. В 1962 році захистив дисертацію у Джеральда Захаріяса і отримав ступінь доктора філософії (PhD) з фізики.
Як докторант, він був викладачем та доцентом Університету Тафтса до 1962 року, а потім у Принстонському університеті, де співпрацював з Робертом Діке та Девідом Тодом Вілкінсоном. З 1964 року працював в МТІ, де став доцентом у 1967 році, та професором у 1973 році. З 2001 року він є почесним професором та ад'юнкт-професором у Державному університеті штату Луїзіана.
3 жовтня 2017 року за винахід детектора гравітаційних хвиль і подальше їх дослідження Нобелівський комітет присудив премію в галузі фізики американським вченим Райнеру Вайсу (1/2), Баррі Барішу та Кіпові Торну по (1/4). Гравітаційні хвилі, що виникли наслідок потужного зіткнення двох чорних дір, яке відбулося понад мільярд років тому, детектор в США вперше зафіксував 14 вересня 2015 року.

## Нагороди та визнання
- член Американської асоціації сприяння розвитку науки
- член Нью-Йоркської академії наук
- член Американського фізичного товариства
- 1998 : член Американської академії мистецтв і наук[7]
- 1998 : Меморіальна лекція Манне Сігбана
- 2000 : Грант Ґуґґенгайма[8]
- 2000 : член Національної академії наук США
- 2007 : Премія Ейнштейна (США)[9]
- 2016 : Премія за важливе відкриття у фундаментальній фізиці[10]
- 2016 : Премія Грубера з космології[11]
- 2016 : Премія Шао з астрономії[12]
- 2016 : Премія Гарві
- 2016 : Премія Кавлі[13]
- 2017 : Премія Вілліса Лемба[de]
- 2017 : Премія принцеси Астурійської
- 2017 : Нобелівська премія з фізики (1/4 премії)
- 2018 : Премія Джозефа Вебера